# Rudkøbing
Rudkøbing er den største by på Langeland og øens hovedby med 4.596 indbyggere  (2024), beliggende 16 km sydøst for Svendborg, 9 km vest for Spodsbjerg, 26 km nord for Bagenkop og 30 km syd for Lohals. Byen ligger midt på øens vestside ud mod Det Sydfynske Øhav. Rudkøbing hører som resten af Langeland til Langeland Kommune og ligger i Region Syddanmark.
Byen bærer præg af gammel købstad med brostensbelagte gader og velbevarede byhuse. Byen havde tidligere en del industri, mens turisme i dag er et vigtigt erhverv.

## Etymologi
Rutkjøbing og Rudtkjøbing er gamle former af byens navn. Fra rutha der på gammeldansk betyder 'rydning'.

## Historie

### Middelalderen (1200-1536)
Rudkøbings ældste kendte privilegium er udstedt i 1287 på Tranekær Slot af hertug Valdemar 4. af Sønderjylland, mens han var rigsforstander i Danmark, og bekræftet i 1296 af broderen Erik Langben, herre til Langeland. I hans privilegium hedder det, at alle Rudkøbings indbyggeres friheder og lovlige vedtægter stadfæstes, "som de udi vore Forfædres Tid, vores elskelige Faders og vores elskelige Farbroders Søns Tid ... befindes at have haft". Senere blev de bekræftet og udvidet af hertug Valdemar V i 1355, af dronning Margrethe I i 1410, af Christoffer af Bayern i 1447, af Kong Hans i 1500, af Christian II i 1517 og 1522, af Frederik I i 1528, af Christian III i 1538, af Frederik II i 1565, af Christian IV i 1597 osv.

### Renæssancen og enevælden (1536-1848)
I de følgende århundreder blev Rudkøbing ramt af flere krige: Grevens Fejde (1534-36) og krigen mod Sverige (1658-60), hvor byens volde to gange virkede som forsvar mod de svenske soldater inden byen blev indtaget. I disse århundreder gjorde pest et stort indhug i byens befolkningstal, og to store bybrande i 1590 og 1610 satte den lille købstad på en hård prøve. Ved udredelsen af prinsesseskatten i 1596 var den kun ansat til 25 rigsdaler, mens fx Odense var ansat til 13.700 og Svendborg til 4.010 rigsdaler.
Den Store Nordiske Krig i begyndelsen af 1700-tallet betød, at byens handelsflåde blev ødelagt, og købstaden fik derfor svært ved at fungere som handelssamfund i et langt stykke tid. I 1672 havde den 478 indbyggere, i 1769 814. Byen har haft en lille latinskole, der blev nedlagt 1740.

### Tidlig industrialisering (1848-1900)
I slutningen af 1800-tallet fandtes der af fabrikker og industrielle anlæg: en dampmølle, to jernstøberier og maskinfabrikker, der tilsammen beskæftigede omtrent 34 arbejdere, flere bryggerier, deriblandt "Langeland", en mineralvandsfabrik, en margarinefabrik, flere bogtrykkerier m.m. Der blev udgivet 3 aviser: "Langelands Avis", "Langelands Tidende" og "Ølandenes Dagblad". Der blev årligt afholdt 3 markeder, i marts med heste og kvæg, i juni med heste og i november med heste, kvæg og får. Der var torvedag hver tirsdag og lørdag.
I løbet af 1800-tallet blev byens befolkningstal tredoblet, ikke mindst som følge af bedre havn og vejforbindelser. Rudkøbing fik gang i handelen igen. Dens befolkningstal var 2.333 i 1850, 2.540 i 1855, 2.719 i 1860, 2.785 i 1870, 3.179 i 1880, 3.484 i 1890, 3.462 i 1901, 3.447 i 1906 og 3.766 i 1911.
Befolkningens sammensætning efter næringsvej var i 1890: 279 levede af immateriel virksomhed, 1.416 af håndværk og industri, 819 af handel og omsætning, 370 af søfart, 54 af fiskeri, 78 af jordbrug, 333 af forskellig daglejervirksomhed, 88 af deres midler, 45 var under fattigvæsenet og 2 sad i fængsel. Ifølge en opgørelse i 1906 var indbyggertallet 3.447, heraf ernærede 254 sig ved immateriel virksomhed, 128 ved landbrug, skovbrug og mejeridrift, 159 ved fiskeri, 1.565 ved håndværk og industri, 740 ved handel med mere, 351 ved samfærdsel, 132 var aftægtsfolk, 103 levede af offentlig understøttelse og 15 af anden eller uangiven virksomhed.

#### Havn og skibsfart
Den første egentlige havn stod færdig i 1826. Indtil da var der kun en skibsbro, som i 1776 blev erstattet af en større, men skibene måtte overvintre i naturhavnen Lindelse Nor. I 1847 blev der anlagt en ny og større havn ved broens nordøstlige side. Senere blev havnen flere gange uddybet og forbedret. I 1883-87 blev der anlagt en lille bådehavn. På midtmolen var der en hvid lanterne. Ved havnen var ansat en lods, der lodsede til Svendborg Sund og Marstal. I 1898 var 152 fartøjer hjemmehørende i Rudkøbing, heraf 4 større skibe på over 200 tons. Fra udlandet indkom 428 skibe med 10.092 t gods. Til udlandet udgik 412 skibe med 3.114 t gods. Fra indlandet indkom 2.139 skibe med 7.944 t gods. Til indlandet udgik 2.441 Skibe med 8.569 t gods.
I 1866 blev der etableret færgefart mellem Rudkøbing og Ærøs sydøstlige havneby Marstal. Rudkøbing havde desuden regelmæssig dampskibsforbindelse med København, Korsør og Svendborg.

### Det 20. århundrede (1900-1945)
Den industrielle udvikling fortsatte i begyndelsen af 1900-tallet, men den blev aldrig overvældende. Der etableredes en jernbanelinje, flere levnedsmiddelindustrier og et mindre skibsværft. Byen havde fortsat præg af handelsby.

#### Jernbanen
Rudkøbing var hovedstation på Langelandsbanen (1911-62), der havde linjer ned gennem sydøen til Bagenkop og tværs over øen til Spodsbjerg. I 1926 blev banen suppleret med jernbanefærgeruten Svendborg-Rudkøbing, så man kunne sejle godsvogne til og fra Langeland.
Den monumentale og rigt udsmykkede stationsbygning er bevaret på Havnegade 7. Banen gik langs Havnegade ud af byen mod nordøst, og dens tracé kan følges på Banestien og Banevænget.

#### Besættelsen
Under besættelsen blev det tidligere teater- og dansested Ørstedpavillonen overtaget af den tyske besættelsesmagt og benyttet til forskellig militære formål.
Den 4. maj 1945 strandede en flydedok med 1400 franske og sovjetiske krigsfanger ombord på Påø ved herregården Skovsgård. De sovjetiske krigsfanger blev indkvarteret på Rudkøbing kommuneskole inden de blev hjemsendt den 17. august 1945.

#### Befolkningsudvikling
Gennem mellemkrigstiden var Rudkøbings indbyggertal nærmest stagnerende (se tabellen nedenfor). Ved folketællingen i 1930 havde Rudkøbing 4.129 indbyggere. Heraf ernærede 315 sig ved immateriel virksomhed, 1.421 ved håndværk og industri, 760 ved handel mm, 514 ved samfærdsel, 290 ved landbrug, skovbrug og fiskeri, 325 ved husgerning, 423 var ude af erhverv og 81 havde ikke oplyst indkomstkilde.
| Årstal | Befolkning |
| ------ | ---------- |
| 1916   | 3.823      |
| 1921   | 4.138      |
| 1925   | 4.133      |
| 1930   | 4.129      |
| 1935   | 4.191      |
| 1940   | 4.111      |

### Efterkrigstid og moderne tider (1945-)
I tiden efter 2. verdenskrig blev Rudkøbing og Langeland landfast med Fyn i tre etaper:
- Siø blev landfast med Tåsinge, da Siøsundbroen blev taget i brug i 1959. Den gamle færgerute Rudkøbing-Vemmenæs mellem Langeland og Tåsinge blev afkortet til Rudkøbing-Siø.
- Da Langelandsbroen blev taget i brug i 1962, blev Langeland landfast med Tåsinge, og færgeruten Rudkøbing-Siø blev nedlagt. Samtidig blev Langelandsbanen og jernbanefærgeruten nedlagt.
- Endelig blev Svendborgsundbroen, der forbandt Fyn og Tåsinge, færdig i 1966 efter fire års hårdt pres på den gamle færgerute Svendborg-Vindeby.

I 1960’erne og 1970’erne blev byen udvidede mod øst med parcelhus- og erhvervsområder.
I 1991 grundlagdes den familievenlige musikfestival Langelandsfestivalen.
Vindmøllekoncernen Vestas lukkede i 2010 sin afdeling i Rudkøbing med 235 ansatte. 2 år senere startede Andresen Towers produktion af vindmølletårne i den gamle Vestas-tårnfabrik og ansatte 35-40 mand. Andresen Towers havde hovedsæde i Nyborg og beskæftigede 140 mand i de to afdelinger, da der var flest. Der blev leveret 200 vindmølletårne til Siemens Wind Power, men Siemens havde ikke tilstrækkelig ordretilgang på sine høje møller til at udnytte Andresens kapacitet, så fra 2014 måtte Andresen forgæves søge nye kunder. Medarbejderstaben blev løbende reduceret og var nede på 9, da Andresen Towers i 2015 erklærede sig selv konkurs.
Langelandsbroen og den velbevarede bykerne har været med til at gøre Rudkøbing en populær turistby, hvilket præger byen den dag i dag.

#### Kommunalreformer
Rudkøbing var Langelands eneste købstad og hørte til Langelands Nørre Herred i Svendborg Amt. Resultatet af Kommunalreformen i 1970 var tre kommuner på Langeland: Rudkøbing Kommune, Tranekær Kommune og Sydlangeland Kommune. De forhandlede fra tid til anden om fusion til én samlet storkommune på Langeland, men historiske forskelligheder og stor lokal modvilje egnene imellem satte gang på gang en stopper for projektet. Først med Kommunalreformen i 2007 blev kommunerne lagt sammen til Langeland Kommune.

#### Befolkningsudvikling
Efter 2. verdenskrig fortsatte Rudkøbing sin stagnerende befolkningsudvikling. I 1945 boede der 4.308 indbyggere i købstaden, i 1950 4.541 indbyggere, i 1955 4.446 indbyggere, i 1960 4.336 indbyggere og i 1965 4.204 indbyggere. I tilknytning til købstaden voksede en forstad frem i Skrøbelev Sognekommune.
| År                      | 1945  | 1950  | 1955  | 1960  | 1965  |
| ----------------------- | ----- | ----- | ----- | ----- | ----- |
| Rudkøbing købstad       | 4.308 | 4.541 | 4.446 | 4.336 | 4.204 |
| Skrøbelev               | -     | -     | 76    | 69    | 80    |
| Rudkøbing med forstæder | 4.308 | 4.541 | 4.522 | 4.405 | 4.284 |

## Erhverv
Rudkøbing Bådebyggeri & Riggerværksted er et skibsværft, der udfører reparation, ombygning og rekonstruktion af sejlskibe. Det reparerer og vedligeholder fiske- og andre erhvervsfartøjer samt lystbåde. Værftet laver nybygninger i træ, stål og aluminium og udfører restaureringsopgaver på gamle danske møller, kirkespir og bindingsværksbygninger.
Danish Agros Rudkøbing-afdeling med kornsilo og andre lagerbygninger ligger på havnen.
UgeAvisen Øboen, der ejes af Fyns Amts Avis, har redaktion i Rudkøbing.
Nogle af de større virksomheder ligger ikke i selve Rudkøbing, men i små landsbyer udenfor. Den store vindues- og dørfabrik STM ligger i Kassebølle. Busrejseselskabet Bergholdt ligger i Kulepile, som dog er vokset sammen med Rudkøbing. Stryhn producerer "Langelænder" pølser i Simmerbølles gamle mejeri, hvor 8 medarbejdere, der var blevet arbejdsløse ved lukningen af Rudkøbings slagteri i 1982, startede Pølsefabrikken Langeland. Den måtte lukke, men blev ført videre under navnet Ø-Pølser. Denne virksomhed blev i 1995 købt af Stryhn, som i 2008 blev købt af den norske koncern Agra.

### Turisme
Rudkøbing tiltrækker hvert år mange turister, som kommer fra indland og udland for at opleve den gamle købstads særegne miljø.
Hotel Skandinavien ligger ved Gåsetorvet midt i byen; dets ældste del er opført i 1688.
Hotel Rudkøbing Skudehavn fra 2008 har 24 værelser og 16 ferielejligheder.

## Infrastruktur og transport
Nord for byen går primærrute 9 mod vest over Langelandsbroen til Siø og videre mod Tåsinge og Fyn. Mod øst går den som motortrafikvej til havnebyen Spodsbjerg, hvorfra der er færge til Tårs på Lolland.
Rundt om byen går Brovejen.
Rudkøbing har færgeforbindelse med Strynø og Marstal på Ærø.

## Skoler
Den gamle Rudkøbing Skole blev lukket ved starten af skoleåret 2010-11, og eleverne flyttede til den nye Ørstedskole i den sydøstlige ende af byen. Ørstedskolen har 741 elever, fordelt på 0.-10. klassetrin, hvor 10. klasserne suppleres med det fleksible tilbud Tema 10, der snarere er første år på ungdomsuddannelsen end sidste år i skolen.
Der er også en kommunal skole op til 4.klasse på øen Strynø og en heldagsskole 0.-7.kl i Skrøbelev, som begge hører under Ørstedskolen
Rudkøbing har øens eneste friskole Kassebølle Friskole grundlagt i 1877. Friskolen har omkring 100 elever i 0.-9.kl med egen børnehave og vuggestue Sommerfuglen (bygget i 2020).
Rudkøbing har også Langelands Efterskole.

## Kultur
Store dele af Rudkøbings bykerne er velbevaret, idet kommunen har gjort meget for at frede byens gamle huse og haver. Byen er derfor præget af krogede brostensbelagte gader og smalle stræder med ældre købmandsgårde og småhuse, hvoraf Sidsel Bagersgade 11 er det ældste fra slutningen af 1600-tallet.
Langelands Museum blev stiftet i 1900 af købmand Jens Winther og har stadig hovedsæde i hans gule hus. Museet har desuden udstillinger i Det gamle Apotek og flere andre steder på Langeland.
Oprindeligt en sommerrestaurant opført i 1908 med senere tilbygget teatersal og festlokale.
På Gåsetorvet står en statue af den berømte danske fysiker H.C. Ørsted, der voksede op i byen sammen med sin bror, politikeren Anders Sandøe Ørsted, som der er en statue af i Ørstedsparken midt i byen. De to brødre blev født i Det gamle Apotek, der er velbevaret og har fungeret som apotek helt frem til 2017. I apotekergårdens have står et 300 år gammelt kastanjetræ omgivet af havens krydderurter.
I Rudkøbing afholdes hvert år Langelandsfestivalen, en populær familiefestival, der som regel varer i 8 dage med en lang række kunstnere fra ind- og udland. Der bydes på oplevelser, hygge og musik på Rue Mark lidt syd for Rudkøbings bygrænse.

### Idræt
Langelandshallen danner grundlag for idrætsaktiviteter i Rudkøbing Håndboldklub, Rudkøbing Badmintonklub, Rudkøbing Boldklub og Rudkøbing Gymnastikforening.

### Kirker
Rudkøbing Kirke ligger midt i byen. Dens oprindelige del, skibet og koret, stammer formodentlig fra første halvdel af 1200-tallet. Korsfløjen er fra slutningen af 1500-tallet eller begyndelsen af 1600-tallet. Tårnet fra 1621 hæver sig over byens tage med fire svungne renæssancegavle og et ottekantet kobberbelagt spir.
Den gamle kirkegård omkring kirken blev nedlagt i 1812, og den nye blev anlagt længere mod sydvest uden for den daværende by.

## Galleri
- Ved Torvet
- Bymøllen
- Anders Sandøe Ørsted
- Det gamle apotek
- Langelands Museum
- Den gamle skole

## Kendte personer
- Hans Christian Ørsted(1777-1851), fysiker, kemiker, og farmaceut
- Anders Sandøe Ørsted (1778-1860), jurist, embedsmand, og statsminister (1853-1854)
- Mads Johansen Lange (1807-1856), handelsmand på Bali
- Anders Sandøe Ørsted (1816-1872), botaniker
- Ingrid Larsen (1912-1997), dykker som deltog ved OL i 1932
- Preben Lerdorff Rye (1917-1995), skuespiller
- Bjørn Watt Boolsen (1923-1998), skuespiller
- Erik Larsen (1944-), Folketingsmedlem for Venstre
- Nikolaj Coster-Waldau (1970-), skuespiller